# Grad Damen
Grad Damen (Breda, Países Bajos, 14 de agosto de 1997) es un futbolista neerlandés que juega en la posición de centrocampista.

## Clubes
| Club                   | País         | Año       |
| ---------------------- | ------------ | --------- |
| NAC Breda              | Países Bajos | 2015-2019 |
| Helmond Sport (cedido) | Países Bajos | 2017-2018 |
| FC Oss                 | Países Bajos | 2020-     |